# John Henry Parker
John Henry Parker, född den 1 mars 1806 i London, död den 31 januari 1884 i Oxford, var en engelsk konsthistoriker.
Parker började 1821 arbeta i bokhandel och övertog 1832 en egen affär i Oxford, där han senare även var föreståndare för det  arkeologiska Ashmolean Museum. Parker författade arbeten över medeltidens byggnadskonst, i synnerhet den gotiska (bland annat Domestic architecture of the middle ages, 1853–1859), och förestod sedan utgrävningar i Rom, vilka gav honom material till arbetet The archæology of Rome (9 band, 1874–1877).